# 弗拉基米罗夫卡市镇
弗拉基米罗夫卡市镇（俄语：Владимирское муниципальное образование）是俄罗斯联邦伊尔库茨克州图伦区所属的一个市镇。其下辖有5个居民点，行政中心为弗拉基米罗夫卡。据2016年统计，该市镇的人口为826人。